# Eusebio Escobar
Eusebio Escobar Ramírez, né le 2 juillet 1936 en Colombie, est un footballeur international colombien, qui évoluait au poste d'attaquant.

## Biographie

### Carrière en club
Il inscrit un total de 159 buts dans le championnat de Colombie.

### Carrière en sélection
Avec l'équipe de Colombie, il joue 2 matchs et inscrit un but entre 1961 et 1962. 
Il figure dans le groupe des sélectionnés lors de la Coupe du monde de 1962. Il ne joue aucun match lors de la phase finale du mondial. Il dispute toutefois deux matchs comptant pour les tours préliminaires de cette compétition.